# Bor, Sydsudan
Bor är en ort i Sydsudan, huvudstad i delstaten Jonglei. Den ligger i den centrala delen av landet, 150 kilometer norr om huvudstaden Juba. Orten är en transportknutpunkt (vägar, båttrafik på Vita Nilen, flygplats) och har ett universitet, John Garang Memorial University, samt ett sjukhus.